# Repentigny (circonscription fédérale)
Pour les articles homonymes, voir Repentigny.
Circonscription électorale fédérale du Canada
Repentigny est une circonscription électorale fédérale canadienne dans la région de Lanaudière au Québec. Elle est considérée comme un bastion du mouvement indépendantiste québécois et un château fort bloquiste.
Située dans la couronne nord de la grande région montréalaise, elle se constitue de la MRC de l'Assomption (villes de Charlemagne, L'Assomption et Repentigny ainsi que la municipalité de Saint-Sulpice).
Les circonscriptions limitrophes sont Montcalm, Joliette, Berthier—Maskinongé, Verchères—Les Patriotes, La Pointe-de-l'Île et Honoré-Mercier.

## Historique
La circonscription de Repentigny est créée en 1996 avec des parties de Joliette et Terrebonne.
Le siège est vacant durant quelques mois, le député bloquiste Benoît Sauvageau étant décédé dans un accident de route le 28 août 2006. Le bloquiste Raymond Gravel est élu pour lui succéder lors d'une élection partielle tenue dans la circonscription le 27 novembre 2006. Nicolas Dufour lui succède lors des élections fédérales canadiennes de 2008. En 2011, le néo-démocrate Jean-François Larose devient député de la circonscription. Maintenant, Monique Pauzé est la députée de Repentigny.

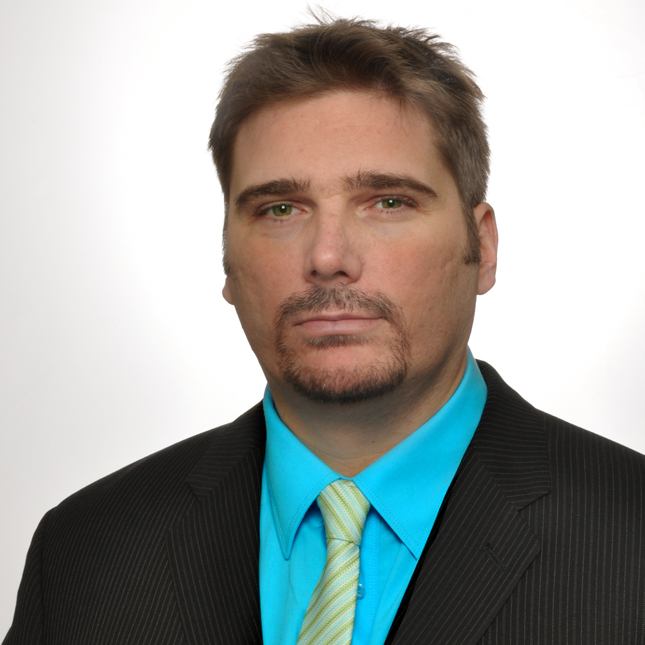
Jean-François Larose

## Députés
| Législature                                | Années        | Député               | Parti | Parti                                          |
| ------------------------------------------ | ------------- | -------------------- | ----- | ---------------------------------------------- |
| Repentigny issue de Joliette et Terrebonne |               |                      |       |                                                |
| 36e                                        | 1997–2000     | Benoît Sauvageau     |       | Bloc québécois                                 |
| 37e                                        | 2000–2004     | Benoît Sauvageau     |       | Bloc québécois                                 |
| 38e                                        | 2004–2006     | Benoît Sauvageau     |       | Bloc québécois                                 |
| 39e                                        | 2006–2006     | Benoît Sauvageau     |       | Bloc québécois                                 |
| 39e                                        | 2006–2008     | Raymond Gravel       |       | Bloc québécois                                 |
| 40e                                        | 2008–2011     | Nicolas Dufour       |       | Bloc québécois                                 |
| 41e                                        | 2011–2014     | Jean-François Larose |       | Néo-démocrate                                  |
| 41e                                        | 2014–2015     | Jean-François Larose |       | Forces et Démocratie                           |
| 42e                                        | 2015–2018     | Monique Pauzé        |       | Bloc québécois                                 |
| 42e                                        | 2018          | Monique Pauzé        |       | Groupe parlementaire québécois / Québec debout |
| 42e                                        | 2018–2019     | Monique Pauzé        |       | Bloc québécois                                 |
| 43e                                        | 2019–2021     | Monique Pauzé        |       | Bloc québécois                                 |
| 44e                                        | 2021–2025     | Monique Pauzé        |       | Bloc québécois                                 |
| 45e                                        | 2025–en cours | Patrick Bonin        |       | Bloc québécois                                 |

## Résultats électoraux
|       | Candidat             | Parti          | # de voix | % des voix |
|       | Christophe Royer     | Conservateur   | +04 606,  | 7,44 %     |
|       | (x) Nicolas Dufour   | Bloc québécois | +19 242,  | 31,09 %    |
|       | Chantal Perreault    | Libéral        | +04 830,  | 7,8 %      |
|       | Jean-François Larose | NPD            | +32 131,  | 51,92 %    |
|       | Michel Duchaine      | Vert           | +01 078,  | 1,74 %     |
| Total | Total                | Total          | 61 887    | 100 %      |

|       | Candidat         | Parti          | # de voix | % des voix |
|       | Bruno Royer      | Conservateur   | +08 168,  | 13,98 %    |
|       | Nicolas Dufour   | Bloc québécois | +31 007,  | 53,05 %    |
|       | Robert Semegen   | Libéral        | +08 751,  | 14,97 %    |
|       | Réjean Bellemare | NPD            | +08 853,  | 15,15 %    |
|       | Paul W. Fournier | Vert           | +01 666,  | 2,85 %     |
| Total | Total            | Total          | 58 445    | 100 %      |